# Gonzalo Queipo de Llano
Gonzalo Queipo de Llano, född 5 februari 1875 i Tordesillas, död 9 mars 1951 i Sevilla, var en spansk general.
Queipo de Llano blev brigadgeneral 1922. Han kom i onåd under diktatorn Miguel Primo de Riveras regering och måste ta avsked. Han deltog i en komplott mot monarkin, men avslöjades 1930 och flydde ur landet. Då Spanien blev republik 1931, återkallades han och befordrades till divisionsgeneral. Han var generalinspektör för armén 1931–1933 och blev därefter chef för karabinjärkåren. Han lierade sig med Francisco Franco i revolten mot republiken 1936 och ledde de upproriska i Sevilla. Under spanska inbördeskriget var han chef för nationalisternas sydarmé.
Queipo de Llano var 1939–1942 chef för den spanska militärmissionen i Italien.